# میلدرد پیرس (فیلم)
«میلدرد پیرس» (انگلیسی: Mildred Pierce) فیلمی در ژانر درام به کارگردانی مایکل کورتیز است که در سال ۱۹۴۵ منتشر شد.
فیلم برنده جایزه اسکار بهترین بازیگر نقش اول زن در سال ۱۹۴۶ و جایزه بهترین بازیگر نقش اول زن هیئت ملی بازبینی فیلم توسط جوآن کراوفورد شده‌است.

## بازیگران
- جوآن کراوفورد
- جک کارسون
- زکری اسکات
- آن بلایت
- ایو آردن
- مورونی اولسن
- باترفلای مک‌کوئین
- بروس بنت
- لی پاتریک
- جویس کامپتون
- چستر کلوت
- والیس کلارک